# Amanda Swisten

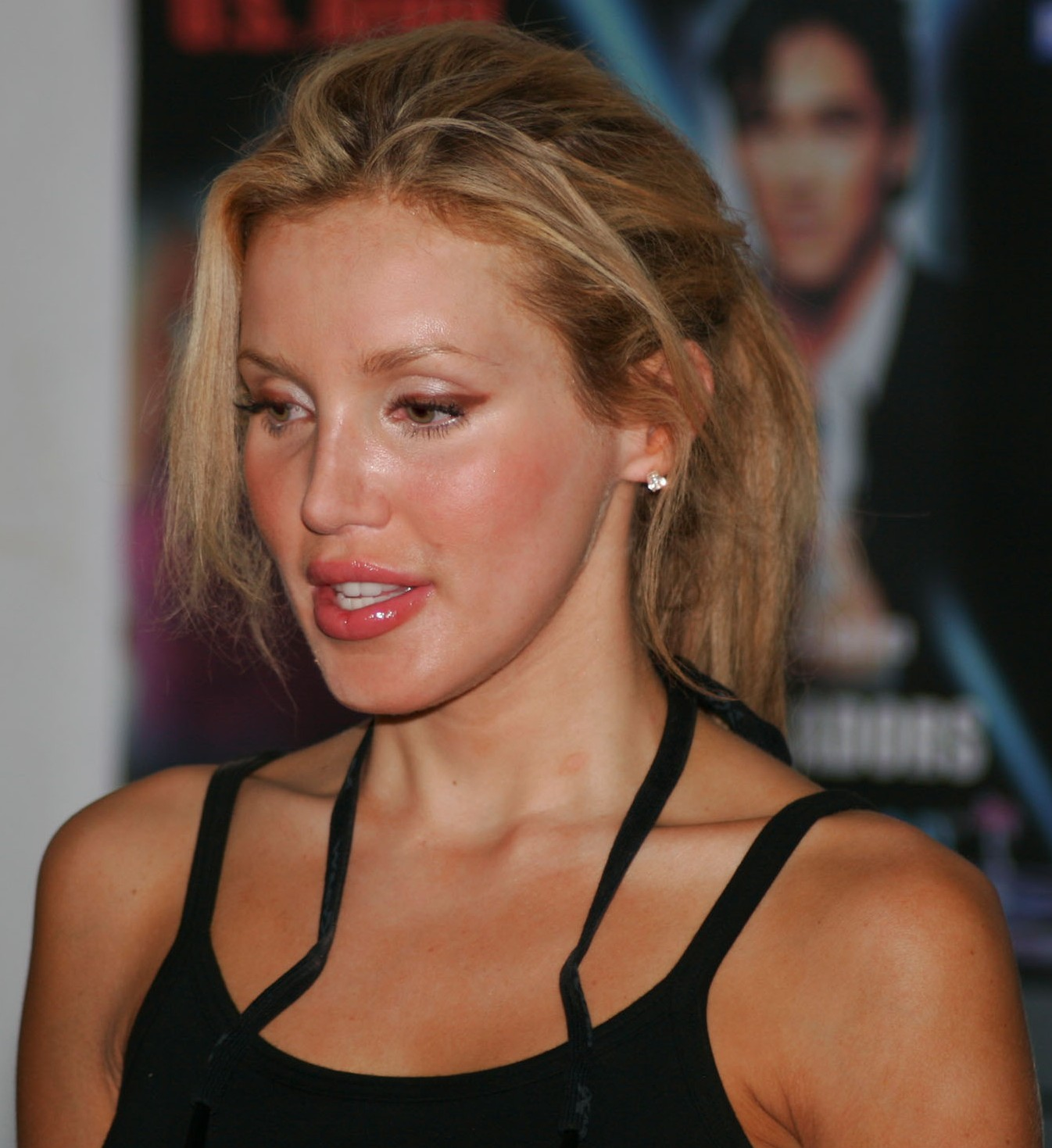
Amanda Swisten 2005 bei einem Truppenbesuch im Irak

Amanda Swisten (* 20. Dezember 1978 in New York City, New York) ist eine US-amerikanische Schauspielerin und Aktmodell, die in verschiedenen Filmen und TV Shows auftrat. Ihr erster Auftritt war in dem Film American Pie – Jetzt wird geheiratet im Jahr 2003. Nach diesem Film trat sie noch in The Last Run (2004), The Girl Next Door (2004) und Freezerburn (2005) auf. 2004 hatte sie Gastauftritte in den Fernsehserien I’m With Her, Two and a Half Men, Quintuplets und Joey.
In der Schönheitsliste Maxim Hot 100 Women des Jahres 2004 war sie auf Platz 99.

## Filmografie
- 2003: American Pie – Jetzt wird geheiratet (American Wedding)
- 2004: The Last Run
- 2004: I’m with Her (Fernsehserie, eine Folge)
- 2004: The Girl Next Door
- 2004: Two and a Half Men (Fernsehserie, eine Folge)
- 2004: Quintuplets (Fernsehserie, eine Folge)
- 2004: Joey (Fernsehserie, eine Folge)
- 2004: Las Vegas (Fernsehserie, eine Folge)
- 2005: Freezerburn
- 2006: Cracking Up (Fernsehserie, eine Folge)